# قاضی بلاغی
قاضی بلاغی یک روستا در ایران است که در دهستان دستجرده واقع شده‌است. قاضی بلاغی ۴۱۲ نفر جمعیت دارد.